# Virginia Held

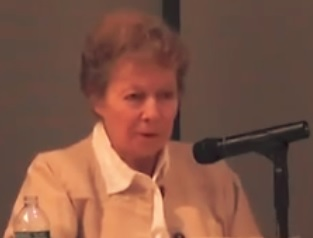
Virginia Held (2013)

Virginia Potter Held (* 28. Oktober 1929 in Mendham, New Jersey) ist eine US-amerikanische Philosophin und emeritierte Professorin für Philosophie und außerdem für Frauen- und Genderforschung an der City University of New York (CUNY). 2001/02 amtierte sie als Präsidentin der American Philosophical Association (APA), Division Eastern.
Held wurde an der Columbia University zur Ph.D. promoviert. 1969 ging sie ans Hunter College of The City University of New York, wo sie bis 1972 Assistant Professor und anschließend bis 1977 Associate Professor am Hunter Collge und an der Graduate School der CUNY tätig war. Seit 1977 ist sie dort Full Professor und seit 1996 Distinguished Professor. 2001 wurde sie emeritiert.
Ihre Forschungsgebiete sind: Sozialphilosophie und Politische Philosophie, Ethik (insbesondere Care Ethics),  Feministische Philosophie, Grenzen der Märkte (Limits on Markets) sowie Gruppenverantwortung (Group Responsibility).

## Schriften (Auswahl)
- How Terrorism Is Wrong. Morality and Political Violence. Oxford University Press, Oxford/New York 2008, ISBN 978-0-19-532959-9.
- The Ethics of Care. Personal, Political, and Global. Oxford University Press, Oxford/New York 2006, ISBN 978-0-19-518099-2.
- Feminist. Morality. Transforming Culture, Society and Politics. University of Chicago Press, Chicago 1993, ISBN 0-226-32591-1.
- Rights and Goods. Justifying Social Action. 2. Auflage, University of Chicago Press, Chicago 1989, ISBN 0-226-32588-1. (erste Auflage: Free Press, New York/Collier Macmillan, London 1984, ISBN 0-02-914710-7).
- The public interest and individual interests. Basic Books, New York 1972, ISBN 0-465-06773-5.